# チョッちゃん
『チョッちゃん』は、1987年（昭和62年）4月6日から10月3日まで放送されたNHK連続テレビ小説第38作である。全156回。

## 概要
黒柳徹子の母・黒柳朝の自伝『チョッちゃんが行くわよ』を原作とし、黒柳徹子も出演し、朝の息子の黒柳紀明はバイオリン指導で参加した。
劇中でたびたび登場した「…っしょ」（…でしょう）という北海道弁が話題になった。
1987年7月3日まではBS1で、翌4日からはBS2で放送された。
初回視聴率は36.8%、平均視聴率は38.0%、最高視聴率は46.7%（ビデオリサーチ調べ、関東地区・世帯）。
2002年9月30日から2003年3月29日にBS2にて再放送された。
放送ライブラリーでは第1回が公開。
2025年3月24日から、BSおよびBSプレミアム4Kで再放送されている（月曜 - 土曜の7時15分 - 7時30分枠）。なお、再放送中の7月1日に、主人公の夫・岩崎要役の世良公則が第27回参議院議員通常選挙への立候補を表明したため公表に先立ち、同日朝の放送（第86回）から、月曜から土曜の通常回、ならびに日曜の6回分連続放送を休止し、参院選投開票日翌日の21日から放送を再開した。

## あらすじ

### 第1 - 6週
昭和2年、女学校の卒業が迫る冬休み。北山蝶子は岩見沢の学生寮から滝川にある実家の医院に帰省した。蝶子は持ち帰った校長からの手紙により、制服のスカートを短くする、買い食いをするなどの行動を問題視されていることを父の俊道に知られるが、少し小言を言われるだけで済む。浪人生の兄・道郎も東京で世話になっている母方の叔父・野々村泰輔とともに帰省し、蝶子は道郎が帝大医学部に行くつもりはなく、こっそり小説家を目指していると知る。蝶子自身も音楽の道に惹かれていたが、進路について言い出せぬまま、母・みさと教会やロシア喫茶で音楽に触れ、同郷の学友田所邦子とともに泰輔からラジオなどの東京の話を聞き、馬ソリで病院の往診を手伝ってくれている幼馴染の農家の彦坂頼介の一家と交流して過ごす。
年明け、文学にまつわる場所の観光のため滝川を訪れた担任の国語教師・神谷が医院に寄り、俊道との話の中で蝶子が音楽の道を志していることを話してしまう。神谷の帰った後、生徒の自主性を奨励する開明的な考え方を持つ彼を俊道は批判し、蝶子は父と何日も口を利かない喧嘩になる。蝶子ら兄妹は医院馴染みの牧場経営者・石沢嘉市に羊の出産を見せてもらい、そこで蝶子は子供のころに俊道から羊は生まれてすぐに立ち上がると教わったことを話す。北山家で夕食を一緒した石沢がこの話をし、泰輔が自立の精神を仕込んだ俊道を褒める。そののち俊道は、神谷を批判したことについては蝶子に謝罪する。それでも我が子を茨の道に進ませたくないという俊道に、蝶子は音楽の道に進むことをもう少し考えさせてほしいと頼む。
学校に戻った蝶子は、音楽教師の川村市子からピアノの披露会での独唱に抜擢され「ケンタッキーの我が家」を歌い、札幌のピアニスト川島栄から才能があると言ってもらう。
蝶子はそれからもいくつもの騒動を経験する。
買い食いが駄目なら学校で売ってもらえばいいと考えた蝶子は、パン売りのロシア人ユーリーに裏門に売りに来るよう勧めるが、多数の生徒が買って食べるようになり、寮から持たされる弁当に多くの食べ残しが出るようになる。賄いの木崎とよが自分への嫌がらせだろうかと気にし、学校側が調査して原因をつき止め、ユーリーは出入り禁止となる。蝶子は謝罪のためにユーリーの家を訪れ、そこでロシアから移住してきた彼の人生の一端を知るとともに、「ユーモレスク」やチャイコフスキーのレコードを聞かせてもらう。それが今度は一人で男の家の中に入ったという話として広まり、説明を尽くして誤解を解くが、大きな問題になって保護者が呼ばれ、母みさが来て注意を受ける。
ほどなくして、寮で同室の飯島加代が倒れ、肺結核と分かり退学の運びとなる。蝶子は加代のために蕗谷虹児の「泣きぼくろ」に即興でメロディを付けて歌う。加代から歌で元気づけられたと言われたことや、ユーリーのレコードで音楽の世界の広さを知ったことから、その道に進むことを決意し実家に手紙を出す。この手紙により実家に呼び出され、俊道から退学をちらつかせられるが、事なきを得て学校に戻る。その後は川村の助けを借りて進学先を探す。
蝶子と学友たちは斉藤峰子の家の写真館で記念のポートレートを撮影し互いに交換するが、他校の男子学生が蝶子の写真を持ち、蝶子からもらったと説明しているという事態になる。再び保護者が呼ばれることになり、ついに俊道がやってきて、校長の熊田剛造との面談で退学も口にする。神谷が写真館の店主斉藤源吉に蝶子の窮状を訴えると、源吉は店先に掲示した拡大写真を見て欲しがった学生に複写してあげてしまったことを自白する。蝶子の疑いは晴れるが、源吉はこの写真が自分の最高傑作だとして掲示はやめないと校長と言い合いになり、今度は峰子の退学の話が持ち上がる。蝶子は源吉に共同で良い写真を作れた喜びを語り、評判を得たことでもう十分ではないかと説得し、源吉が掲示をやめて事態は収まる。神谷は校長が変えられなかった源吉の行動を蝶子が変えたと、校長に対し教育論をぶつける。
騒動の度に神谷に庇われ世話をしてもらう蝶子に、神谷への恋心を抱く邦子が嫉妬し、蝶子と神谷の関係について噂を流す。噂を信じる教師はいなかったものの、神谷は校長とさらに対立することになり、川村が神谷に遠回しに告白したことで、神谷はもう学校にいられないかもしれないと口にする。
蝶子は卒業の日を迎える。実家に帰ったその夜、病床にあった頼介の母いせの容態が悪いとの知らせが入り、蝶子も父の往診に付いていき看取る。蝶子は進学について折を見て俊道と話をするが、説得は失敗。道郎の不合格を伝えるために再びやってきた泰輔が、志望校の東和音楽学校の入学願書を持って来てくれたため、蝶子はいざとなれば代筆で済ませるとして上京の準備を進める。蝶子はこの間も、神谷に会いに行ったものの門前払いされ続けた邦子の失踪や、頼介が秘めていた自分への思いに気付くといった体験をし、父の許しを得ぬまま東京へ旅立つ。

### 第7、8週
蝶子は東京の野々村家に住まわせてもらい、無事に東和音楽学校に入学した。泰輔の妻・富子は江戸っ子で、同じく下宿する噺家の夢助も部屋で落語を練習する家は賑やか。道郎への仕送りをそのまま蝶子にずらす形で仕送りももらえるようになる。蝶子は学校では劣等生だったが、同じ劣等生の佐々木光代や木村益江と仲良くなり、東京の文化に触れる。泰輔の持つ映画館で伴奏の仕事をする国松連平の紹介で、後に夫となるバイオリニスト岩崎要と出会う。複数の女性と交際する岩崎を蝶子ははじめ女の敵と思うが、男に殴打されても手の方をかばうプロ意識を持ち、蝶子・光代・益江が歌う「鱒」に拍手を送って励まして行く彼に好感も抱く。蝶子は峰子に旧友の近況を尋ねる手紙を書く。
6月、峰子からの知らせを受けた邦子が来訪し、邦子は市ヶ谷で神谷と同棲していると話す。蝶子は神谷とも再会し、職を探しながら童話を書く神谷の生き生きとした姿に安心する。一方で邦子は再会当初は満足げだったが、文房具屋をやめて陽の当たる仕事をしたいと蝶子にだけ話す。蝶子は二人と野々村家の面々に「女心の歌」を披露する。夏休みが近づき、蝶子が二人に帰省を知らせると、神谷は東京に来てすぐに田所の家に手紙を出していたことを明かす。蝶子が滝川に帰省すると、邦子が神谷と逃げたと皆に知られており、蝶子は田所の家を訪れて邦子の母・久子を安心させるように優しく二人のことを話す。
蝶子は困窮した頼介が北山家にも石沢にも相談なく馬を売っていたことも知り、心配して何度も家を訪れ、頼るように言う。頼介は固辞していたが、蝶子が東京へ戻る日、弟妹を連れて駅の待合室に現れる。妹の安乃を借金の形に女郎屋に売ることに決まったが、どうしてもできないので東京に連れて行ってほしいのだという。蝶子は即諾し、見送りに来ていたみさと石沢の説得で弟の公次も石沢が預かることになる。
頼介は手持ちの金をどうしてもと蝶子に渡し、どこかへ消える。石沢は女郎屋はなんとかするとみさに約束する。
東京に戻ると、野々村家は安乃を快く受け入れる。蝶子は邦子の母から預かった金を渡すため安乃を連れて市ヶ谷を訪れ、神谷の童話が道郎による出版社への紹介を経て雑誌に掲載されることを知る。安乃は連平の知人の山野鈴のところで女中として働くことに決まる。11月末の夜、泥酔した岩崎要が女に連れられて野々村家に来訪した直後、偶然そこに頼介も現れる。翌日、夢助が安乃を連れてきて兄妹は再会を果たす。自力で稼いで東京まで来た頼介は仕事も自分で探すと言い、それを聞いた岩崎はこういう男は好きだと言って一緒に野々村家を出発する。

### 第9、10週
昭和5年の夏の初め。蝶子は髪を肩まで切り、すっかり見違えている。邦子はマネキンガールやモデルの仕事をし、神谷との同棲は解消して一人暮らしをしている。頼介は工場で働いていたが、不景気で給料を下げられていた。蝶子は歌劇「椿姫」の公演に各学校から数人ずつ参加するコーラスとして出演することになり、その練習で岩崎要と再会する。練習後に岩崎は相変わらず女性たちを誘う。蝶子は断っていたが、円タクに乗せるという誘いに釣られて一度家まで送ってもらうと、岩崎がしつこく付きまとうようになり、時には邦子の部屋に逃げ込む。そんな蝶子の困りようを知った頼介は、独断で岩崎にやめるよう頼み、了承しない岩崎を殴ってしまう。岩崎は怪我で練習を休み、蝶子は頼介の暴力を咎める。岩崎は数日で復帰し、椿姫の公演は無事に始まるが、頼介は工場で揉め事を起こして首になり、失踪する。責任を感じた蝶子は、岩崎に文句を言おうと終演後にカフェに呼び出して話し、女性関係などの岩崎の人間性の問題も指摘する。しかし岩崎は自分になびかない蝶子のおかげで女性の見方が変わった、これからは蝶子だけと付き合いたいと、蝶子のどこに惹かれたかをまくしたてる。
二人は互いを気にしつつも進展がないまま椿姫の全公演が終わるが、翌月も「蝶々夫人」の公演で顔を合わせることになる。ある暑い日の練習中、岩崎はミスがあったと演奏を止めさせ、トランぺット奏者の坂上清郎と言い合いになる。岩崎が練習の一時間以上前から一人で練習していることも知った蝶子は、その音楽への姿勢に感銘を受け、岩崎の誘いを無下にしなくなる。音楽のことになると熱くなるのを止められないという岩崎に、蝶子は斉藤源吉の話をする形でその気性を受け入れる。岩崎は蝶子と結婚することを決意し、連平に協力してもらい、富子や邦子も交えて蝶子と親交を深める。公演の最終日、蝶子を野々村家まで送った岩崎は結婚を申し込むが、蝶子は反射的に岩崎の顔をぶってしまう。蝶子は叔父夫婦や神谷らにも相談し悩んだ結果、断ることにする。岩崎に対し理由として女性問題と、自分が声楽家を諦められないことを挙げるが、岩崎は女性問題は過去のことだと弁明し、蝶子に好きな歌を歌うよう促す。岩崎のピアノ伴奏で蝶子が「Ich liebe dich」を歌うと、岩崎は途中でピアノを止めて蝶子ににじり寄り、声楽家は無理だ、嫁になれと強く言い放つ。蝶子はその迫力に、はいと返事をしてしまう。

### 第11 - 15週
蝶子は要と揃って野々村家に帰り、結婚を決めたことを報告する。蝶子は声楽を諦めることに納得していた。要をよく思っていなかった富子も、要の気持ちを確かめて許す。それから蝶子は父の許しを得るため実家に何度も手紙を出すが、手応えがなく、泰輔と3人で直接赴く。旅館に滞在し、まず泰輔が単身滝川に来たことにして訪ねるが、喧嘩になってしまい戻ってくる。するとみさが旅館を訪れて蝶子・要と鉢合わせし、要は自身の経歴を女性関係も含めて洗いざらい喋り、みさに認められる。みさを家まで送った際、要は素性を隠し仮病で医院を受診し、俊道と顔を合わせる。
翌日、蝶子たちは3人で実家を訪問するが、俊道は会おうとせず診察室にこもる。蝶子は扉越しに、声楽の道を諦め要と結婚すると涙ながらに伝え、東京へ帰る。
昭和6年3月、蝶子は音楽学校を卒業する。野々村家で食事会をし、結婚式の日取りと新居は乃木坂の要のアパートにすることを発表する。5月、結婚式を前に両親に手紙を出すと、みさが嫁入りの際に着た着物を送ってくれる。要が結婚式当日に演奏旅行で帰りが遅くなることがわかると、要抜きで宴を開いて済ませることにする。式当日、野々村家での宴のあと、蝶子は乃木坂で帰宅した要を迎え、新しい生活が始まる。6月、結婚から2週間が過ぎたある日、結婚を事後報告で済ませていた要の母まつが来訪する。まつは結婚にはとやかく言わないが、世間様に恥ずかしくないようにと注意していく。
蝶子が得意の日曜大工を活かした模様替えや、近所の人にも無料で洋服を縫ってあげるなどして生活に馴染んだころ、連平から邦子が夜の銀座で酔って荒れているのを見たという話を聞く。蝶子は邦子に会いに行くが、言い合いになって追い出され、神谷にも相談する。そうして帰りが遅くなったことで、結婚後は蝶子を束縛するような言動をするようになっていた要と口論になり、蝶子は家出して野々村家へ行く。しかし要が迎えに来て俺が悪かったと謝ると、すぐに応じて家に帰る。
8月、俊道とみさが東京で医師をしている甥の結婚式のため上京する。二人で道郎の部屋を訪れたのち、俊道の許可を得てみさは野々村家、さらに乃木坂の部屋を訪れる。俊道もこっそり付いてきており、要がみさのために演奏したユーモレスクをアパートの外で聞く。みさが帰った後、蝶子は俊道には会えなかったことを思い、涙する。
昭和7年10月。要の在籍する楽団は分裂する形で解散し、どちらにも付いて行かなかった要は、坂上からレビューのバンドを紹介してもらう。蝶子がこのことを野々村家に報告しに行くと、そこに憲兵となった頼介が現れる。蝶子が結婚を伝えると、頼介は祝福する。蝶子はすぐに要を呼んできて会わせ、頼介が怪我をさせた一件のわだかまりも解ける。邦子に対しては蝶子はあれから口出しせずにいたが、男に浮気されて心を痛めたことを知り、神谷と一緒に説得する。ほどなく邦子はその男と別れたことを蝶子に報告し、そばに寄り添う人がいる蝶子を羨んで焦ると同時に強がっていたと明かし、これからは無理に強がらないと蝶子に約束する。邦子は蝶子が妊娠しているようだと自覚しながらのほほんとしているのを見て、すぐに病院に行くよう促す。妊娠がわかると、要は蝶子のお腹にバイオリンで「ブラームスの子守歌」を弾いて聞かせる。
昭和8年3月。蝶子は妊娠8か月となり、一軒家への引っ越しを考えていたある日、要がレビューの仕事をやめてしまう。バンドマスターの音楽への姿勢が変化し、我慢できなくなったという。それから要は仕事の依頼も選り好みし、蝶子は要のその姿勢を認めていたため質屋に通って金を都合する生活となる。そうと知った邦子が野々村夫妻らに伝え、連平や泰輔が要をたしなめる。要は蝶子の衣装箪笥を調べると、着物がほとんどなくなっていることに気付き、あくまでやりたい仕事だからという理由で仕事を増やす。
このころ、泰輔の映画館は客足を戻すためにトーキーになり、連平は職を失う。蝶子と邦子もよく足を運ぶようになると、邦子が泰輔の知り合いと知った映画会社が邦子を女優に誘う。話を聞いた蝶子はすぐに受けるべきだと伝えるが、内心では女学校時代は自分の方が主役だったと嫉妬もする。また、蝶子は神谷から詩への作曲依頼をされるが、要が手を挙げたため出る幕がなくなってしまう。蝶子は結婚したことでやりたいことができなくなる、損をするようだと邦子に漏らすが、邦子から要の作った曲を歌ってとねだられると、笑顔になって歌う。
5月半ば、蝶子は娘を出産。要たちが名前を話し合い、加津子と名付けて野々村家で祝いの会を開く。7月、蝶子たちは洗足の一軒家に引っ越す。向かいの中山家は建具屋で、蝶子は主人の音吉から助言をもらいながら家の建付けの悪いところを直そうと張り切る。妻のはるは子守りをよく手伝ってくれる。要は音吉の大工作業の金槌の音が練習の邪魔だと文句を言いに行き喧嘩になるが、蝶子が要を諫めて仲裁し、それからは和やかに付き合う。この頃まつが加津子の顔を見に来たと来訪し、その様子から蝶子はまつが寂しいのではないかと気にかける。邦子は映画会社に入り、住居も蝶子たちが住んでいたアパートに移っている。蝶子は連平がお祝いを持って行きたいというのでこれに付き合い、その後、連平から結婚願望があると聞く。
神谷が童話の出版報告と、引き続いての作曲依頼に訪れ、要は快諾する。神谷は蝶子に歌ってみるように言い、蝶子が要から才能がないと言われたことを気にして躊躇していると、要があれは嘘だよと笑う。蝶子は衝撃で凍り付いた後、声楽家になっていたら成功して世に出ていたかもしれないと激しく怒る。蝶子は夕方まで怒りが収まらず、結婚詐欺だと口論した末に加津子をおぶって家を出るが、野々村夫妻にも共感されず、馴染みのカフェには入れず、邦子の部屋に寄ってから洗足に帰る。後日、要は神谷に相談するも妙案は出ないが、要は蝶子に対し、だましたことで結婚でき家族ができたと開き直って喜びを誇示し、詐欺は騙される方も悪いと言うと、蝶子はまあそうだねと笑う。蝶子は加津子を抱いて、要の奏でるユーモレスクを聴く。
半年後、要は新交響楽団のコンサートマスターに就任する。蝶子は邦子の出演する映画の舞台挨拶を見に泰輔の映画館に行くが、加津子が熱を出してしまう。要から自覚が足りないと叱られ、蝶子は夜遅くまで加津子に付き添い、その後、母の道が自分の道だと納得する。この頃、連平は劇団の文芸部に就職が決まり、いつか邦子のために良い台本を書くと意気込む。ある日の夜、加津子があまりに泣くため要が怒り、蝶子は加津子を抱いて外を歩く。昔みさが、声楽家になれなくても子供にいい声で歌を聞かせてあげられると言ってくれたことを思い出す。ブラームスの子守歌をハミングしながら家の近くまで帰ってくると、要が迎えに出ている。蝶子が自分の歌について尋ねると、要は母親としてはよろしいと答え、マフラーを巻いてもらって家に帰る。
昭和9年11月。夫婦喧嘩で蝶子が家出するような生活はまだ続いている。道郎は小説家の道を諦め、貿易会社に就職する。蝶子たちは馴染みのカフェのマスター河本が店を譲る相手を探していると聞き、泰輔を紹介する。泰輔はこれからは映画館とカフェに専念すると決めて引き継ぎ、12月、河本の送別とカフェの新しい門出を祝う会が開かれる。要が演奏旅行で2週間いなくなるというので、蝶子はその間に滝川に行きたいと相談するが、留守を守るように言われる。蝶子は2年前に里帰りしたという邦子や、一度も帰っていない安乃と話して感傷に浸っていると、要から電報が入る。指示通り加津子を連れて札幌で要と落ち合うと、次の公演がなくなり予定が空いたということで、滝川の実家へ同伴する。俊道はついに二人の前に現れ、要に娘をよろしくと頭を下げる。蝶子とみさは涙する。俊道は蝶子からユーモレスクの曲名を教えてもらい、3年前に乃木坂を訪ねていたことを明かす。俊道とみさは我先にと加津子を抱いて家の中を案内する。

### 第16 - 17週
昭和15年。長男の雅紀、次男の俊継も生まれ、蝶子は3人の子育てに奔走していた。その大変さを知った安乃が、頼介の意向もあり、恩返しにと近くに引っ越してきて一日おきにお手伝いに来ることに決まる。軍に入ってから表情をほとんど崩さなくなっていた頼介も、これで安心と蝶子と朗らかに笑いあう。
加津子は音吉から墨壺の使い方を教わると、要と蝶子に許されて家のあちこちに線を引くようになる。蝶子は孫の顔を見に来たまつから苦言を呈されるが、同じく自由に育った要の教育は失敗ではないと、まつを認めつつ意見する。しかし加津子は入学したばかりの小学校でも墨壺などの大工道具を使い、授業中に窓の外の小鳥に何度も話しかけるなどの行動も目立ち、教師から転校を打診される。蝶子はそんな加津子をこそ好ましく思っており、合う学校を探したいと要の同意を得る。要はまつに受け入れ先を相談するが、まつは蝶子に任せるのが良いと断り、蝶子が言い返してくるのは話を聞いてくれているからで、それが嬉しいと話す。その後、蝶子は神谷が見つけてきた杉山学園へ加津子を連れて面談に向かい、加津子は入学を認められる。加津子は翌日から杉山学園に通い始め、学校生活をとても気に入る。
6月、戦時下の統制により演奏会が開けなくなり、家で悶々としていることが増えた要は、加津子にお願いされて杉山学園の歌を作曲する。蝶子は加津子が要を気遣った側面もあると指摘し、仕事がなくてものほほんとしていてほしいと要にお願いする。
28歳になり女優としても岐路に立たされ悩んでいた邦子は、以前より道郎から紹介されていた大川信吾と交際を始め、洗足の家に彼を連れてくる。8月半ば、道郎は満州に転勤することになり、実家への挨拶に赴く。蝶子も子供3人を連れて同行し、5年ぶりに帰郷する。道郎は俊道に医師の道に進まなかったことを謝罪し、俊道は母さんにはまめに手紙を書くようにと応じる。蝶子は道郎に、邦子を好きだったのだろうと指摘するが、道郎は否定する。東京へ戻ると野々村家で送別会が開かれ、道郎は邦子に大川を薦めて満州へと旅立つ。

## キャスト

### 主人公
北山蝶子（きたやま ちょうこ） → 岩崎蝶子（いわさき ちょうこ）
演 - 古村比呂
通称は「チョッちゃん」。初登場時は16歳。
北海道空知郡瀧（＝滝）川町一ノ坂で生まれ、厳格な父親とおおらかな母親のもとでのびのび育つ。活発で好奇心旺盛だが、男女の機微には疎く、恋愛には奥手。母と同じく歌の才能があり、教会のミサや日曜礼拝に参加したことがある。頑固なところは父譲りである。裁縫や日曜大工など、手先が器用である。
北海道岩見沢の女学校（空知高等女学校）に在学中は寄宿舎で暮らす。周囲から歌の才能を認められ、音楽学校への進学を勧められる。卒業後、父の反対を押し切って上京。母方の叔父夫婦のもとで下宿しながら東京の音楽学校で声楽などを学ぶ。
叔父・泰輔の経営する映画館で紹介された天才バイオリニストの要と運命的に出会い、のちに交際を経て結婚。1939年時点で要との間に3人の子ども（ニ男一女）を儲ける。
戦時色が濃くなる中、疎開先で子供たちを育て行商もしながら様々な困難を天真爛漫に乗り越え、成長していく。
黒柳朝がモデル。

### 蝶子の家族とその関係者
岩崎要（いわさき かなめ）
演 - 世良公則
蝶子の夫。1905（明治38）年7月、父・常次（つねじ）と母・まつの間に東京の本所（ほんじょ）で次男として生まれる。
1913（大正2）年、8歳のときに父を亡くす。実家方面には母と兄一家がいる。バイオリニストになる随分前に遊び惚け、母の面倒を見ている兄から勘当同然の扱いを受けている。
音楽大学で学ばず、独学で身につけた天才バイオリニスト。NHK交響楽団のコンサートマスターでもある。
泰輔が経営する映画館で連平から紹介され、1928（昭和3）年に蝶子と初めて知り合う。知り合う前は映画上映時にモダンガール2人を同伴していたため、光代・益江に煙たがられ、蝶子からの第一印象も芳しくなかった。実際、女性によくモテるらしく、その手のトラブルは多い。
連平曰く「気性が荒く、友だちができにくい」。そして、バイオリンの練習時には気が立ち、口調が荒くなる。誤解される言動が多く、坂上と揉めた際には千代から「柔軟性がない」、益江からは「融通が利かないし、寛大さに欠ける」と思われていた。
コーラスガールとして入った蝶子とはNHK交響楽団で再会した折に接近し、交際期間なしで告白する。
北山俊道（きたやま としみち）
演 - 佐藤慶
蝶子の父親。山形生まれ。医学を宮城県仙台で学ぶ。専門は産婦人科医。校医や警察医も務める。学校を終え、開業の資格が取れたころに当時医者の居なかった滝川の町に「是非来てほしい」と要請され、明治38年から住み始めて「北山醫（＝医）院」を開業。尺八が趣味。
真面目で寡黙だが、融通の効かない性格の持ち主。女学校へ通ってもお転婆ぶりの変わらない娘を心配し、卒業を控えて「声楽家を目指したい」との意見にも反対。蝶子からは「見る目がない」と言われる。「東京行きを認めない」と言いつつ、素直になれないまま上京を許す。
蝶子からの手紙には自分宛でないかぎり目を通そうとせず、要との結婚を手紙で報告された際には「娘に結婚話など存在していない」と主張する。北山家を訪問した泰輔には、「蝶子が東京に行き、音楽家と結婚するなんて言い出した発端はすべて泰輔にある」と言い放って泰輔を激怒させる。
蝶子が要を連れて滝川に帰省しても自分だけは結婚を認めず、一人で診察室に籠り、扉越しに話しかける蝶子とは直接向き合って返答することはなかった。しかし、東京で蝶子たちの新居を訪問時に要の演奏する「ユーモレスク」を気に入ったようで、自宅でも聴くようになる。蝶子が第一子を妊娠したあとは、手紙でアドバイスし、やや態度が軟化する。
北山みさ（きたやま みさ）
演 - 由紀さおり
蝶子の母親。4人兄弟の3番目。仙台出身。兄2人は会社の社長と市会議員を務めており、弟の名は泰輔。
裕福な家の生まれで、俊道と結婚するまでは家事をほとんどしたことがなかった。
大人しく控えめに見えるが、俊道とは正反対。楽天家で大変に大らかな性格。クリスチャンである。
声楽家の道を諦めて要との結婚を選んだ蝶子を気にかけ手紙やりとりが続いている。
北山道郎（きたやま みちろう）
演 - 石田登星
俊道とみさの長男（蝶子の兄）。大学浪人生。小説家になるのが夢だが、俊道からは帝大医学部合格を望まれているが、不合格続きで俊道から諦められ、一人暮らしを始めた時点で俊道からの仕送りが途絶える。
蝶子が泰輔一家に下宿してから時々蝶子のもとを訪れている。小説家を志していたが、潮時を迎えるようになって小説家への道を断念する。
映画会社では社員として勤務する。戦時下に満州への転勤が決まり、久しぶりに滝川に帰省したときに俊道たちに報告する。かつて帝大医学部を目指しているとふりをしてきたが、実際は小説家を目指していたことなど、俊道にこれまでの親不孝を俊道に詫びると、今生の別れのような振る舞いを見た俊道からみさへの手紙は欠かさず送るよう進言される。
東京では三度も失恋してきたが、満州へ転勤した後は支社長の娘と交際をする。
北山俊介（きたやま しゅんすけ）
演 - 伊藤環
俊道とみさの次男（蝶子の弟）。学業は今一つ振るわない。
野々村泰輔（ののむら たいすけ）
演 - 川谷拓三（怪我により第48回で降板） → 前田吟
蝶子の叔父で、みさの弟。四人兄弟の末っ子。自由奔放な性格で、蝶子ら兄弟から慕われているが俊道からは煙たがられている。
東京の千駄木に住んでおり、仕事の関係（昆布や木材の買い付け）で時々日本各地を飛び回っている。相場師の顔を持ったり小さな活動写真館「泰明𫝷（＝座）」も営んでいたりと、様々な職業を経験している。昔は鉱山会社にもいたため、ゆくゆくは鉱脈を見つけて採掘するのが夢。蝶子にとって、東京の匂いを運んで来てくれる楽しい叔父さん。
兄弟の中で1人だけ出来が悪く、兄や父に叱られたりいじめられたりしており、13歳から家を出ている。
蝶子が今後要と結婚すると報告をしようと滝川でみさに蝶子と要の馴れ初めなどを話すが、俊道から「蝶子が東京に行き、音楽家と結婚するなんて言い出した発端はすべて泰輔にある」と言われ、俊道と口論・対立してしまう。
野々村富子（ののむら とみこ）
演 - 佐藤オリヱ
蝶子の叔母（泰輔の妻）。面倒見が良く、気風も良い。江戸っ子らしい気性で、夫婦喧嘩では一歩も譲らない。
26歳で泰輔と結婚して以来、子供がいないが、時々喧嘩しつつも夫婦関係は長く続いている。
当初は要のことを毛嫌いしていたが、蝶子を幸せにするとの言葉を聞き入れ、一転して結婚を受け入れる。
女中
演 - 松井信子
岩崎加津子（いわさき かつこ）
演 - 椎野愛 
蝶子と要の長女。
岩崎雅紀（いわさき まさのり）
演 - 河野純平
蝶子と要の長男、加津子の弟。

### 滝川の人々
山本たみ（やまもと たみ）
演 - 立原ちえみ
北山家で働く少女。
高畑品子（たかはた しなこ）
演 - 大滝久美
「北山医院」で働く看護師。
田所邦子（たどころ くにこ）
演 - 宮崎萬純
蝶子の親友。空知高女の学生。「田所呉服店」の娘。
自己主張が強く、はっきり物を言う。
担任である神谷に思いを寄せており、神谷が何かと蝶子を気にかけることに嫉妬し、二人についてあらぬ噂を流す。
卒業後、「蝶子と岩見沢へ行く」と嘘をついて神谷を何度か訪問。まもなく、思いが抑えきれなくなり、家を出てしまう。
その後、東京の市ヶ谷で神谷と同棲生活を始め、文具店に勤めるも1年ほどで別居する。蝶子が結婚して子供を儲けている時点で女優となり数々の映画などに出演する。
彦坂頼介（ひこさか らいすけ）
演 - 杉本哲太
蝶子の幼馴染。何かとみさから頼まれ事をされ、頼りにされている。一家の大黒柱として米とトウモロコシで生計を立て、病弱な母親と幼い弟妹を支えている。畑を残していたのは母のためでもあった。
蝶子に密かに思いを寄せているが、蝶子がそれに気がつくのは空知高女卒業後であった。
家業が立ち行かなくなると一家離散を選択。安乃を蝶子に託し、追って自らも上京する。要を一方的に殴ったことを蝶子から咎められ説得されるが、蝶子たちの前にも職場にも現れなくなる。
姿をくらましてから2年後には軍人となり、野々村家で安乃と再会。滝川でも東京でも逃げたことを卑怯だと言う安乃の言葉を受け、「もうこれからは逃げない。戦場からは逃げられない」という決意からますます頑な性格になっていく。
彦坂いせ（ひこさか いせ）
演 - 左時枝
頼介の母。持病を抱えており、寝たきりとなっている。
第6週にて他界。
彦坂安乃（ひこさか やすの）〈12〉
演 - 貝ますみ（少女期 : 近藤絵麻）
頼介の妹。
一家離散したのちに蝶子のもとへ身を寄せ、連平の知人のもとで奉公する。蝶子とは東京でも親交が続き、蝶子たちの自宅で家事など身の回りの世話を担当する。
彦坂公次（ひこさか こうじ）
演 - 中垣克麻 → 木内聡
蝶子の幼馴染。小学校の同級生。頼介の弟。一家離散後は嘉市の元へ預けられる。
石沢嘉市（いしざわ かいち）
演 - レオナルド熊
「石沢牧場」を経営。俊道が滝川に来ることになるきっかけを作った一人。
嘉市の妻
演 - 斉藤和子
牧師
演 - 新井量大
信者
演 - 大原穣子、河合理砂、斉藤恵
おばさん
演 - 高木孔美子
初回で蝶子が会った通りかかりの女性。
署長
演 - 鈴木泰明
芸者
演 - 豊藤美、藤間豊太郎、内田とも子
正夫
演 - 樋上禎一
順平
演 - 久住洋平
オルガン奏者
演 - 斉藤恵
みさが通っている教会でオルガンを演奏している。
マスター
演 - ジョー・グレイス
教会の近くにある「喫茶ヴォルガ」のマスター。ロシア人。
男
演 - 加藤治
男
演 - 谷津勲
俊道に釣りの話をしていた客人。（第32回。クレジット上は「男」であるが、作品内で「松田さん」と呼ばれている）
女中
演 - 磯部稲子
福壽旅館の女中
男
演 - 三上剛山
患者
演 - 石黒正男
田所久子（たどころ ひさこ）
演 - 寺田路恵
邦子の母。

### 空知高等女学校や岩見沢で出会った人々
神谷容（かみや いるる）
演 - 役所広司
空知高女の蝶子の担任。教育熱心な若い男性教師。生徒からの人気は非常に高く、信頼も厚い。
実家は札幌にあるが、岩見沢の下宿で一人暮らしをしている。
当時の時代には珍しく柔軟な思考の持ち主で、女性の進学や社会進出を肯定している。
国木田独歩が滝川へ来たという逸話を聞き、興味が湧いて北山家を訪問。俊道とみさへの挨拶後、蝶子の成績について話すとともに、音楽の道へ進みたいと相談していることを話す。
第6週にて校長との教育観の違いから空知高女を退職していたことが分かる。
上京後は童話作家を目指す。
川村市子（かわむら いちこ）〈28〉
演 - 中原理恵
空知高女の音楽教師。舎監も務めている。音楽の道へ進むように蝶子へ助言する。
神谷に好意を抱いているような描写が多々ある。
熊田剛造（くまだ ごうぞう）
演 - 津嘉山正種
空知高女の校長先生。娘がいる。
規律に厳しく、良妻賢母教育を掲げている。自由に振る舞う蝶子の言動を問題視し、何かあれば両親を呼びつける。
古川
演 - 林昭夫
空知高女の教頭先生。
小田
演 - 水島涼太
空知高女の教師。
吉池
演 - 木下浩
空知高女の教師。
森田
演 - 中島元
空知高女の教師。
女教師
演 - 宮内順子
空知高女の教師。
木崎とよ
演 - 十勝花子
空知高女の寄宿舎の賄いさん。
石井スエノ
演 - 仁科扶紀
空知高女の友人。
飯島加代（いいじま かよ）
演 - 蝦名由起子
空知高女の友人。実家は函館。高女卒業を前に肺結核を罹患し、涙ながらに歌う蝶子らに見守られて実家へ戻り、幸いにして全快した。
その後に死去。
山口フサ（やまぐち フサ）
演 - 土家里織
空知高女の友人。
遠山伊佐子（とおやま いさこ）
演 - 紘川淳
空知高女の友人。
石野スズ
演 - 加藤麻里
空知高女の友人。
斉藤峰子（さいとう みねこ）
演 - 江馬小百合
空知高女の友人。岩見沢の「斉藤寫眞館（＝写真館）」の娘。
森川とみ子
演 - 久野翔子
空知高女の生徒。
杉本いね
演 - 守川くみ子
神谷が住む借家の大家。
平田タマエ（ひらた タマエ）
ピアノの披露会で熊田校長が蝶子の代わりに独唱させようとした生徒。町の有力者の娘。（名前のみで直接は登場しない）
生徒
演 - 松永由美子、外川由紀、榎美咲
斉藤源吉（さいとう げんきち）
演 - 小野武彦
「斉藤寫眞館（＝写真館）」店主。峰子の父。15歳で写真屋に修行に入って27年、岩見沢に写真館を開いて15年になる。
蝶子を撮影した写真をばら撒いたり、店先に飾ったことで熊田校長の怒りを買うも、「写真は最高傑作だ」と自負。中々外そうとせず、校長との間でひと騒動起きる。
川島栄（かわしま さかえ）
演 - 秋間登
札幌の著名なピアニスト。蝶子がピアノの披露会で独唱した際に褒める。
ユーリー・ゴドノフ
演 - 東銀之介
パン屋を営むロシア人。冬はパンの売れ行きが良くないらしく、困っていたところ、蝶子の提案で女学校にパンを売りに来る。
妻は日本人であり、先立たれている。
郵便局員
演 - 鶴谷嵐
岩見沢の郵便員。
加代の母
演 - 中村由紀子
加代の兄
演 - 三原聰
女主人
演 - 早川亜友子
「御待合所」の主人。

### 東和音楽学校時代に出会った人々
国松連平（くにまつ れんぺい）
演 - 春風亭小朝
要の親友。映画館の楽士。大きな料亭の三男として育つ。15歳の時に親戚付き合いしている日本橋のデパートにコネ就職した。
音楽部に入部した際に要と知り合う。
佐々木光代（ささき みつよ）
演 - 山下容里枝
蝶子の親友。東和音楽学校の生徒。山梨県甲府出身。
木村益江（きむら ますえ）
演 - 山下智子
蝶子の親友。東和音楽学校の生徒。東京都四谷生まれ。
蝶子・光代に比べて垢抜けたところがある。
浜田千代（はまだ ちよ）
演 - 岩下雪
佐山いと（さやま いと）
演 - 横田早苗
男子学生
演 - 円崎一也、神谷政治
梅花亭夢助（ばいかてい ゆめすけ）
演 - 金原亭小駒
二ツ目の落語家。泰輔の家に下宿している。
小西幸夫（こにし ゆきお）
演 - 長谷川恒之
第39話で蝶子に話しかけようとした学生服の男
音楽教師
演 - 黒木優美
東和音楽学校の音楽教師。
ドイツ語教師
演 - グラウプ・ハンス・ヨアヒム
東和音楽学校のドイツ語教師。
生徒
演 - 神谷政治、鴨川太郎、永谷菊乃
河本
演 - 梅津栄
東和音楽学校の生徒たち行きつけの銀座にある「カフェ泉」のマスター。
弁士
演 - 松田春翠
早川文吉（はやかわ ぶんきち）
演 - 鈴木一功
恋人の寺坂静の件で要を探し出し殴りつける。
宮内
演 - 藤田啓而
泰輔の経営する活動写真館の職員。
桑山
演 - 真鍋敏
泰輔の経営する活動写真館の職員。
坂上清郎（さかがみ せいろう）
演 - 笹野高史
要の同僚の管楽器（トランペット）奏者。のち要と同じ新交響楽団の団員となる。
管理人
演 - 三川雄三
楽団の稽古場の管理人。
指揮者
演 - 有福正志
ピアニスト
演 - 赤司まり子
岩下信子（いわした のぶこ）
演 - 灘陽子
道郎の片思いの相手。泰輔宅の向かいにある生け花教室の生徒。
染子
演 - 丘祐子
神楽坂の芸者。泰輔と親しい。
楽団員
演 - 山中一徳、コンセールパイン
木下春美（きのした はるみ）
演 - 森田典子
原田
演 - 杉崎昭彦
楽団員
幽霊
演 - 坂俊一
女
演 - 土生かおり
要のツレとして蝶子とすれ違った女性。
女
演 - 外可京子、大宮美由起、外薗真由美、沢井美穂

### 1930年代、結婚以降に出会う人々
岩崎まつ（いわさき まつ）
演 - 初井言榮
要の母親。夫を早くに亡くし、苦労の中で息子2人を育ててきた。
ちょうど要と蝶子が口喧嘩する最中に、要と蝶子の新居を初めて訪問する。
男
演 - 関篤
男
演 - 山口純平
久野
演 - 登亜樹子
蝶子夫妻のご近所さん。蝶子が自分で仕立てた服を着ているのをみかけて褒め、自分にも仕立てて欲しいと頼む。
西
演 - 稲葉年治
楽団員
小山
演 - 坂田祥一郎
邦子の遊び人の彼氏
女
演 - かとうゆかり
小山の遊び相手
郵便配達
演 - 米郁男
レコード会社の男
演 - 広森信吾
作曲家を連れて家まで演奏の依頼に来るが断られてしまう。
作曲家
演 - 丸岡奨詞
「カフェ小唄」の作曲家。
玩具屋
演 - 前沢迪雄
泰輔からヨーヨーの製造を依頼される。
杉浦
演 - 山根久幸
看護婦
演 - 井上裕季子
分娩室から出て要に「女の子でした」と告げる。
中山音吉（なかやま おときち）
演 - 片岡鶴太郎
加津子出産後に引っ越した、洗足の家のお向かいに住んでいて建具屋を営んでいる。
中山はる（なかやま はる）
演 - 曽川留三子※方言指導も兼任
音吉の妻。
結婚相談所員
演 - 及川ヒロオ
連平が邦子とのことを相談に訪れる。
小田
演 - 森田浩平
神谷容の童話を出版した出版社。
白井
演 - 市川兵衛
新交響楽団の団員。
南
演 - 千葉茂
新交響楽団の団員。
吉崎雅代
演 - 松岡由利子 
河本の奥さんの姪。泰輔が河本から「カフェ泉」を引き継いだ時に店長になる。
守衛
演 - 田村元治 
札幌公会堂楽屋入口の守衛。
山口信江
演 - 岡本舞
加津子の担任の先生。
大川信吾
演 - 丹波義隆
道郎の会社の先輩。邦子のファン。
女先生
演 - 北瀬りさ
杉山学園。加津子の担任。
医師
演 - 相沢治夫
加津子を「慢性関節リューマチ」と診断する。
黒木医師
演 - 大門正明
加津子を「結核性股関節炎」と診断し、即入院を勧める。
増田たま
演 - もたいまさこ
加津子の入院先の看護婦
横山里子
演 - 吉田やすこ
加津子の入院先の看護婦
看護婦
演 - 麻生真美子、松井摩味、小堤五月
加津子の入院先の看護婦
守衛
演 - 右京孝雄
加津子の入院先の守衛。神谷容が倒れた後守衛室に寝かされる。

### その他
伊奈かっぺい、黒柳徹子（行商のおばさん役）、 長坂しほり、栗田ひとみ、 十日市秀悦、藤重麻奈美、服部賢悟
野田
演- 平田康之

## スタッフ
- 原作 - 黒柳朝『チョッちゃんが行くわよ』[1][5]
- 脚本 - 金子成人[1][5]
- 音楽 - 坂田晃一[1][5]
- 演奏 - 新室内楽協会
- テーマ演奏 - 東京フィルハーモニー交響楽団
- 指揮 - 円光寺雅彦
- 考証 - 小野一成
- 医事指導 - 白石幸治郎
- タイトル画 - 安野光雅[25]
- タイトル文字 - 黒柳朝
- 協力 - 北海道滝川市、北海道開拓の村
- 制作 - 小林猛[1][5]、山岸康則
- 美術 - 内藤政市[1][5]、斉藤利明
- 技術 - 岡崎兵衛[5]、大沼伸吉
- 効果 - 岩崎進[5]、野村知成、高倉潤一
- 撮影 - 入倉道治[5]、鈴木秀夫
- 照明 - 中里要[5]、久保宣雄
- 音声 - 仲野次郎[5]、原和義
- 記録 - 田中美砂[5]
- 演出 - 清水満[1][5]、富沢正幸[1]、一柳邦久[1]、榎戸崇泰[1]、秋山茂樹[1]、阿部康彦[1]、三井智一[1]
- 語り - 西田敏行[1][5]
- バイオリン指導 - 磯恒男、黒柳紀明
- 歌唱指導 - 浜中康子
- 方言指導 - 曽川留三子

## 放送日程
| 週 | 回数      | 放送日            | 演出     |
| -- | --------- | ----------------- | -------- |
| 1  | 1 - 6     | 4月06日 - 4月11日 | 清水満   |
| 2  | 7 - 12    | 4月13日 - 4月18日 | 富沢正幸 |
| 3  | 13 - 18   | 4月20日 - 4月25日 | 一柳邦久 |
| 4  | 19 - 24   | 4月27日 - 5月02日 | 清水満   |
| 5  | 25 - 30   | 5月04日 - 5月09日 | 富沢正幸 |
| 6  | 31 - 36   | 5月11日 - 5月16日 | 一柳邦久 |
| 7  | 37 - 42   | 5月18日 - 5月23日 | 清水満   |
| 8  | 43 - 48   | 5月25日 - 5月30日 | 富沢正幸 |
| 9  | 49 - 54   | 6月01日 - 6月06日 | 一柳邦久 |
| 10 | 55 - 60   | 6月08日 - 6月12日 | 榎戸祟泰 |
| 11 | 61 - 66   | 6月15日 - 6月19日 | 富沢正幸 |
| 12 | 67 - 72   | 6月22日 - 6月26日 | 一柳邦久 |
| 13 | 73 - 78   | 6月29日 - 7月04日 | 清水満   |
| 14 | 79 - 84   | 7月06日 - 7月11日 | 秋山茂樹 |
| 15 | 85 - 90   | 7月13日 - 7月18日 | 富沢正幸 |
| 16 | 91 - 96   | 7月20日 - 7月25日 | 阿部康彦 |
| 17 | 97 - 102  | 7月27日 - 8月01日 | 清水満   |
| 18 | 103 - 108 | 8月03日 - 8月08日 | 富沢正幸 |
| 19 | 109 - 114 | 8月10日 - 8月15日 | 榎戸崇泰 |
| 20 | 115 - 120 | 8月17日 - 8月22日 |          |
| 21 | 121 - 126 | 8月24日 - 8月29日 |          |
| 22 | 127 - 132 | 8月31日 - 9月05日 |          |
| 23 | 133 - 138 | 9月07日 - 9月12日 |          |
| 24 | 139 - 144 | 9月14日 - 9月19日 |          |
| 25 | 145 - 150 | 9月21日 - 9月26日 |          |
| 26 | 151 - 156 | 9月28日 - 10月3日 |          |

## 劇中で使用された楽曲
- 野ばら（フランツ・シューベルト）
- 鱒（フランツ・シューベルト）
- ユーモレスク（ドヴォルザーク）
- ケンタッキーの我が家（『My Old Kentucky Home』） （スティーブン・フォスター）※蝶子が女学校での披露会で歌った歌。
- ヴァイオリン協奏曲（メンデルスゾーン）
- 椿姫（ジュゼッペ・ヴェルディ）第1幕の劇中歌『乾杯の歌』。
- 蝶々夫人（ジャコモ・プッチーニ）第2幕の劇中アリア『ある晴れた日の朝に』。
- ハンガリー舞曲第5番（ヨハネス・ブラームス）
- 歌曲『優しき愛』（Zärtliche Liebe）（ルートヴィヒ・ヴァン・ベートーヴェン）※劇中の台詞内で『イッヒリーベディッヒ』と呼ばれている。
- 子守歌（フランツ・シューベルト）
- アイネ・クライネ・ナハトムジーク（ヴォルフガング・アマデウス・モーツァルト）
- シェヘラザード （リムスキー＝コルサコフ）バイオリンソロ
- 暗い日曜日
- ヴァイオリンソナタ第5番 「春」あるいは「スプリングソナタ」（ルートヴィヒ・ヴァン・ベートーヴェン）
- 子守歌（ヨハネス・ブラームス）
- タイスの瞑想曲(ジュール・マスネ)
- 愛の喜び (フリッツ・クライスラー)
- 交響曲第5番 （ドミートリイ・ショスタコーヴィチ）第2楽章 バイオリンソロ
- 四季（ヴィヴァルディ）より「春」第１楽章
- ロマンス第2番 (ベートーヴェン)
- 冬の旅（フランツ・シューベルト）より第５曲「菩提樹」 ロッテ・レーマン（ソプラノ）
- 四季（ヴィヴァルディ）より「秋」第３楽章

## 総集編
1987年12月26日 19時20分 - 22時35分にNHK総合で放送された。